# Nekrolog Juli 2002
Nekrolog
◄◄
| ◄
| 1998
| 1999
| 2000
| 2001
| 2002 | 2003 | 2004 | 2005 | 2006 | ► | ►►
Januar |
Februar |
März |
April |
Mai |
Juni |
Juli |
August |
September |
Oktober |
November |
Dezember 2002
Weitere Ereignisse | Allgemeiner Nekrolog 2002
Die Beschreibung der verstorbenen Person sollte so kurz wie möglich gehalten sein und nur deren signifikante Tätigkeit(en) enthalten.
Neue Namen ggf. auch unter dem Geburts- und Sterbedatum, also etwa unter 1. Januar und im Geburts- und Sterbejahr (2024) eintragen (nur bei entsprechender großer Wichtigkeit). Für Beispiele siehe die schon vorhandenen Artikel.
Außerdem über die fünf zuletzt Verstorbenen, zu denen es einen ausreichend guten Artikel für eine Präsentation auf der Hauptseite gibt, nach der todesbedingten Überarbeitung der Artikel ggf. auch unter Wikipedia Diskussion:Hauptseite informieren und sie am besten auch in den anderen Wikipedia-Sprachversionen eintragen. Tipp: Regelmäßig bei news.google.de nach „ist tot“, „gestorben“ oder „verstorben“ suchen.
Wenn eine Person gestorben ist, gibt es viele Seiten zu dieser Person in der Wikipedia, die davon auch betroffen sind und entsprechend aktualisiert werden müssen. Beispiele: Namenübersichtsseite, Geburtsjahr, Geburtsort-Seiten und viele mehr.
Wie finde ich die betroffenen Seiten?
Im Suchfeld auf der linken Seite gibt man den Suchbegriff so ein: „Vorname Nachname“. Dann klickt man auf Volltext und alle Seiten mit entsprechendem Suchtext werden aufgerufen. Hier sieht man dann schnell, wo auch das Todesjahr Sinn macht oder sogar ein Teil des Artikels angepasst werden muss. Auch hilft das „Werkzeug“ auf der linken Seite sehr gut, um solche Seiten aufzufinden: „Links auf diese Seite“. Somit ist die Wikipedia wieder aktuell in allen Bereichen! Hinweis: bei Eintragung der Kategorie „Gestorben JAHR“ wird der Missbrauchsfilter 49 ausgelöst, was jedoch nicht schlimm ist. Siehe: Spezial:Missbrauchsfilter/49
Dies ist eine Liste von im Juli 2002 verstorbenen bekannten Persönlichkeiten. Die Einträge erfolgen innerhalb der einzelnen Daten alphabetisch sortiert. Tiere sind im Nekrolog für Tiere zu finden.

## Juli
| Tag              | Name                                  | Beruf, bekannt als                                                                                              | Alter | Beleg |
| ---------------- | ------------------------------------- | --- | ----- | ----- |
| 1. Juli          | Sid Avery                             | US-amerikanischer Fotograf                                                                                      | 83    |       |
| 1. Juli          | Pius Brânzeu                          | rumänischer Chirurg, Mitglied der Rumänischen Akademie                                                          | 91    |       |
| 1. Juli          | Michail Wladimirowitsch Krug          | russischer Sänger                                                                                               | 40    |       |
| 1. Juli          | Traudel Pichler                       | österreichische Malerin und Hochschullehrerin                                                                   | 60    |       |
| 1. Juli          | Reinhold Portisch                     | österreichischer Komponist, Musikpädagoge und Musikmanager                                                      | 71    |       |
| 1. Juli          | Günter Siefarth                       | deutscher Journalist                                                                                            | 73    |       |
| 2. Juli          | Earle Brown                           | US-amerikanischer Komponist                                                                                     | 75    |       |
| 2. Juli          | Ray Brown                             | US-amerikanischer Jazz-Bassist                                                                                  | 75    |       |
| 2. Juli          | Jean-Yves Daniel-Lesur                | französischer Organist und Komponist                                                                            | 93    |       |
| 2. Juli          | Klaus Floret                          | deutscher Mathematiker                                                                                          | 60    |       |
| 2. Juli          | Werner Frohn                          | deutscher Politiker (SED) und Wirtschaftsmanager                                                                | 73    |       |
| 2. Juli          | Bettina Lindtberg                     | Schweizer Schauspielerin und Hörspielsprecherin                                                                 | 56    |       |
| 2. Juli          | Meyer Reinhold                        | US-amerikanischer Althistoriker                                                                                 | 92    |       |
| 2. Juli          | Werner Tiemann                        | deutscher Handballspieler, Lehrer und Kommunalpolitiker                                                         | 69    |       |
| 3. Juli          | Franz Bachem                          | deutscher Verleger                                                                                              | 89    |       |
| 3. Juli          | Josef Haiböck                         | österreichischer General                                                                                        | 85    |       |
| 3. Juli          | Michel Henry                          | französischer Philosoph und Schriftsteller                                                                      | 80    |       |
| 3. Juli          | Hans-Wolfgang Pfeifer                 | deutscher Verleger                                                                                              | 71    |       |
| 3. Juli          | Łucja Prus                            | polnische Sängerin                                                                                              | 60    |       |
| 4. Juli          | Gerald Bales                          | kanadischer Organist, Pianist, Komponist, Chorleiter und Musikpädagoge                                          | 83    |       |
| 4. Juli          | Benjamin O. Davis Jr.                 | US-amerikanischer Offizier, General der US Air Force                                                            | 89    |       |
| 4. Juli          | Antonio Domenicali                    | italienischer Radrennfahrer                                                                                     | 66    |       |
| 4. Juli          | Ephraim Eylon                         | israelischer Diplomat                                                                                           | 85    |       |
| 4. Juli          | Mansoor Hekmat                        | iranischer Marxist und Führer der kommunistischen Arbeiterbewegung                                              |       |       |
| 4. Juli          | Ivan Moffat                           | US-amerikanischer Drehbuchautor                                                                                 | 84    |       |
| 4. Juli          | Lutz Moik                             | deutscher Schauspieler und Synchronsprecher                                                                     | 71    |       |
| 4. Juli          | Laurent Schwartz                      | französischer Mathematiker, Fields-Medaillenträger                                                              | 87    |       |
| 5. Juli          | Egon Backhaus                         | deutscher Geologe                                                                                               | 75    |       |
| 5. Juli          | Paul Claudon                          | französischer Filmproduzent                                                                                     | 82    |       |
| 5. Juli          | Harold Dejan                          | US-amerikanischer Jazz-Saxophonist und Bandleader                                                               | 93    |       |
| 5. Juli          | Wolf Hart                             | deutscher Kameramann, Kulturfilmproduzent, Drehbuchautor und Dokumentarfilmregisseur                            | 91    |       |
| 5. Juli          | Katy Jurado                           | mexikanische Schauspielerin                                                                                     | 78    |       |
| 5. Juli          | Walter Reichelt                       | deutscher Schauspieler und Synchronsprecher                                                                     | 79    |       |
| 5. Juli          | Paul Weiss                            | US-amerikanischer Philosoph                                                                                     | 101   |       |
| 5. Juli          | Reinhard Wenskus                      | deutscher Historiker                                                                                            | 86    |       |
| 5. Juli          | Wallace G. Wilkinson                  | US-amerikanischer Politiker                                                                                     | 60    |       |
| 5. Juli          | Ted Williams                          | US-amerikanischer Baseballspieler und -manager                                                                  | 83    |       |
| 6. Juli          | Dhirajlal Hirachand Ambani            | indischer Unternehmer                                                                                           | 69    |       |
| 06. Juli         | Alexandru Dan                         | rumänischer Kunstturner                                                                                         | 94    |       |
| 6. Juli          | John Frankenheimer                    | US-amerikanischer Regisseur und Produzent                                                                       | 72    |       |
| 6. Juli          | Daniel Chonghan Hong                  | südkoreanischer theoretischer Physiker                                                                          | 46    |       |
| 6. Juli          | Jimmie Lee Robinson                   | US-amerikanischer Bluesmusiker                                                                                  | 71    |       |
| 6. Juli          | Monroe E. Wall                        | US-amerikanischer Chemiker                                                                                      |       |       |
| 6. Juli          | Anton Wübbena-Mecima                  | deutscher Politiker (CDU)                                                                                       | 81    |       |
| 7. Juli          | Juan Alcántara                        | chilenischer Fußballspieler                                                                                     | 82    |       |
| 7. Juli          | Klauspeter Blaser                     | Schweizer reformierter Theologe                                                                                 | 63    |       |
| 7. Juli          | Ray Foxley                            | britischer Jazzmusiker                                                                                          | 73    |       |
| 7. Juli          | Kirkor Canbazyan                      | türkischer Radrennfahrer                                                                                        | 90    |       |
| 7. Juli          | Apollo Lynge                          | grönländischer Skilangläufer                                                                                    | 62    |       |
| 7. Juli          | Michael Lukas Moeller                 | deutscher Psychotherapeut, Hochschullehrer und Sachbuchautor                                                    | 65    |       |
| 7. Juli          | Wolfgang Rohner-Radegast              | deutscher Verlagslektor, Lehrer und Schriftsteller                                                              |       |       |
| 7. Juli          | Heiner Stachelhaus                    | deutscher Kulturredakteur und Kunstkritiker                                                                     |       |       |
| 7. Juli          | Ray Wood                              | englischer Fußballtorhüter                                                                                      | 71    |       |
| 8. Juli          | Hans-Jürgen Fromm                     | deutscher Tischtennisspieler                                                                                    | 61    |       |
| 8. Juli          | Ward Kimball                          | US-amerikanischer Regisseur und Trickfilm-Animator sowie Jazzposaunist und Bandleader                           | 88    |       |
| 8. Juli          | Gottfried Kühn                        | deutscher Gärtner, Landschaftsarchitekt                                                                         | 90    |       |
| 8. Juli          | Lorna Marshall                        | US-amerikanische Anthropologin                                                                                  | 103   |       |
| 8. Juli          | Ambros Neuburger                      | deutscher Politiker (SPD), MdL                                                                                  | 76    |       |
| 8. Juli          | Patrick Campbell Rodger               | anglikanischer Bischof                                                                                          | 81    |       |
| 8. Juli          | Kurt Thürk                            | deutscher Politiker (CDU), MdB                                                                                  | 75    |       |
| 9. Juli          | Bruno Arturowitsch Freindlich         | sowjetischer Schauspieler                                                                                       | 92    |       |
| 9. Juli          | Joachim Egon Fürst zu Fürstenberg     | deutscher Unternehmer                                                                                           | 79    |       |
| 9. Juli          | Clarence Lightner                     | erster schwarzer Bürgermeister Raleighs                                                                         | 80    |       |
| 9. Juli          | Gerhard Müller                        | deutscher Geophysiker                                                                                           | 61    |       |
| 9. Juli          | Thomas Rapsilber                      | deutscher Eishockeyspieler                                                                                      | 35    |       |
| 9. Juli          | Ron Scarlett                          | neuseeländischer Paläozoologe                                                                                   | 91    |       |
| 9. Juli          | Rod Steiger                           | US-amerikanischer Schauspieler                                                                                  | 77    |       |
| 9. Juli          | Heinrich Stratmann                    | deutscher Chemiker und Umweltexperte                                                                            | 78    |       |
| 10. Juli         | Jean-Pierre Côté                      | kanadischer Politiker, Vizegouverneur von Québec                                                                | 76    |       |
| 10. Juli         | Günther Deilmann                      | deutscher Arzt und Geburtshelfer                                                                                | 97    |       |
| 10. Juli         | Frieda Grafe                          | deutsche Filmkritikerin, Filmessayistin und Übersetzerin                                                        | 67    |       |
| 10. Juli         | Joop de Kubber                        | niederländischer Fußballspieler                                                                                 | 74    |       |
| 10. Juli         | Walter McCrone                        | US-amerikanischer Chemiker                                                                                      | 86    |       |
| 10. Juli         | Juri Sergejewitsch Plechanow          | sowjetischer Geheimdienstarbeiter des KGB                                                                       | 72    |       |
| 10. Juli         | Makoto Sahara                         | japanischer Archäologe                                                                                          | 70    |       |
| 10. Juli         | Hans Ludwig Schoenthal                | deutscher Politiker (SPD)                                                                                       | 79    |       |
| 10. Juli         | Alan Shulman                          | US-amerikanischer Komponist und Cellist                                                                         | 87    |       |
| 11. Juli         | Irene Bernard                         | deutsche Widerstandskämpferin                                                                                   | 94    |       |
| 11. Juli         | Erni Bieler                           | österreichische Jazz- und Schlagersängerin                                                                      | 77    |       |
| 11. Juli         | Bernardas Brazdžionis                 | litauischer Dichter                                                                                             | 95    |       |
| 11. Juli         | Ljubomir Daltschew                    | bulgarischer Bildhauer                                                                                          | 99    |       |
| 11. Juli         | Rosco Gordon                          | US-amerikanischer Blues-Pianist und Sänger                                                                      | 74    |       |
| 11. Juli         | Peter Hübotter                        | deutscher Architekt                                                                                             | 74    |       |
| 11. Juli         | Jean Janitza                          | französischer Germanist, Linguist und Didaktiker                                                                | 62    |       |
| 11. Juli         | Horst Penner                          | deutscher Oberstudiendirektor und Historiker                                                                    | 92    |       |
| 11. Juli         | Antoine Reboulot                      | französisch-kanadischer Organist                                                                                | 87    |       |
| 12. Juli         | Bernd Berner                          | deutscher Maler und Grafiker                                                                                    | 71    |       |
| 12. Juli         | Ellen Callmann                        | US-amerikanische Kunsthistorikerin                                                                              | 75    |       |
| 12. Juli         | Mary Carew                            | US-amerikanische Leichtathletin                                                                                 | 88    |       |
| 12. Juli         | Gerhard von Essen                     | deutscher evangelischer Theologe und Politiker (SPD), MdA                                                       | 70    |       |
| 12. Juli         | Gertrud Leibbrand                     | deutsche Politikerin (KPD), MdB                                                                                 | 90    |       |
| 12. Juli         | Ganshyam Bhai Oza                     | indischer Politiker des Indischen Nationalkongresses (INC) und der Janata Party (JNP)                           | 90    |       |
| 12. Juli         | Guglielmo Pesenti                     | italienischer Bahnradsportler                                                                                   | 68    |       |
| 12. Juli         | James Michael Ryan                    | US-amerikanischer Ordensgeistlicher, katholischer Missionsbischof                                               | 89    |       |
| 12. Juli         | Josefina de la Torre                  | spanische Schriftstellerin und Schauspielerin                                                                   |       |       |
| 12. Juli         | Christian de Vegt                     | deutscher Astronom                                                                                              | 65    |       |
| 12. Juli         | Jorge Zaffino                         | argentinischer Comiczeichner                                                                                    |       |       |
| 13. Juli         | Jerry Fuller                          | kanadischer Jazzmusiker                                                                                         | 63    |       |
| 13. Juli         | Yousuf Karsh                          | kanadischer Fotograf armenischer Herkunft                                                                       | 93    |       |
| 13. Juli         | Rudi Lipinski                         | deutscher Heimatforscher und Stadtchronist der Stadt Wittenberg                                                 | 82    |       |
| 13. Juli         | Benjamin Peled                        | israelischer Kommandeur der Israelischen Luftwaffe                                                              |       |       |
| 13. Juli         | Marinus Schöberl                      | deutsches Opfer rechtsextremer Gewalt                                                                           | 16    |       |
| 13. Juli         | Robert Schwan                         | deutscher Fußballmanager                                                                                        | 80    |       |
| 13. Juli         | Herbert Vesely                        | österreichischer Filmregisseur und Drehbuchautor                                                                | 71    |       |
| 13. Juli         | Percy Yutar                           | südafrikanischer Staatsanwalt                                                                                   | 90    |       |
| 14. Juli         | Harry Igor Ansoff                     | US-amerikanischer Mathematiker und Wirtschaftswissenschaftler russischer Herkunft                               | 83    |       |
| 14. Juli         | David Asseo                           | türkischer Großrabbiner                                                                                         |       |       |
| 14. Juli         | Joaquín Balaguer                      | dominikanischer Politiker und Schriftsteller, Staatschef der Dominikanischen Republik                           | 95    |       |
| 14. Juli         | Herbert Blaha                         | deutscher Thoraxchirurg und Lungenspezialist                                                                    | 83    |       |
| 14. Juli         | Carlos Fariñas                        | kubanischer Komponist                                                                                           | 67    |       |
| 14. Juli         | Fritz Glatz                           | österreichischer Automobilrennfahrer                                                                            | 58    |       |
| 14. Juli         | Herbert Grünewald                     | deutscher Chemiker, Vorstandsvorsitzender der Bayer AG in Leverkusen (1974–1984)                                | 80    |       |
| 14. Juli         | Hwang Ki                              | südkoreanischer Kampfkünstler                                                                                   | 87    |       |
| 14. Juli         | Reginald James Lawrence               | nordirischer Politikwissenschaftler                                                                             | 88    |       |
| 14. Juli         | Dick Ploog                            | australischer Bahnradsportler                                                                                   | 65    |       |
| 14. Juli         | Carlhans Scharpenseel                 | deutscher Jurist, Bundesrichter am Bundesgerichtshof                                                            | 94    |       |
| 15. Juli         | Walter Creighton Brown                | US-amerikanischer Herpetologe                                                                                   | 88    |       |
| 15. Juli         | Gerhard Halbritter                    | deutscher Bildhauer, Zeichner und Grafiker                                                                      | 93    |       |
| 15. Juli         | Lauri Honko                           | finnischer Folklorist und Religionswissenschaftler sowie Mitbegründer der empirischen Kulturforschung in Ska... | 70    |       |
| 15. Juli         | Walter Pöldinger                      | österreichischer Psychiater                                                                                     | 73    |       |
| 15. Juli         | Barbara Randolph                      | US-amerikanische Soul-Sängerin und Schauspielerin                                                               | 60    |       |
| 16. Juli         | Alan Charles Clark                    | britischer Geistlicher und erster römisch-katholischer Bischof von East Anglia                                  | 82    |       |
| 16. Juli         | John Cocke                            | US-amerikanischer Informatiker                                                                                  | 77    |       |
| 16. Juli         | Lívia Dobay                           | ungarische Opernsängerin                                                                                        | 90    |       |
| 16. Juli         | George Kempf                          | US-amerikanischer Mathematiker                                                                                  | 57    |       |
| 16. Juli         | Oleksandr Koltschynskyj               | sowjetischer Ringer                                                                                             | 47    |       |
| 16. Juli         | Heinz Probandt                        | deutscher Politiker (FDP), MdL                                                                                  | 83    |       |
| 16. Juli         | Werner Ross                           | deutscher Literaturkritiker und Publizist                                                                       | 90    |       |
| 16. Juli         | Werner Schwan                         | deutscher Geologe                                                                                               | 85    |       |
| 16. Juli         | Brigitte Tilsner                      | deutsche Politikerin (LDPD)                                                                                     | 84    |       |
| 17. Juli         | Jürgen Bennecke                       | deutscher General                                                                                               | 89    |       |
| 17. Juli         | Lore Brunner                          | österreichische Theaterschauspielerin                                                                           | 51    |       |
| 17. Juli         | Victor Emery                          | britischer theoretischer Festkörperphysiker                                                                     | 68    |       |
| 17. Juli         | Alfred Fletcher                       | deutscher Brigadegeneral der Luftwaffe der Bundeswehr                                                           | 62    |       |
| 17. Juli         | Harry W. Gerstad                      | US-amerikanischer Filmeditor                                                                                    | 93    |       |
| 17. Juli         | Reginald Gruehn                       | deutscher Chemiker                                                                                              | 72    |       |
| 17. Juli         | Stepan Kryschaniwskyj                 | ukrainischer Dichter und Literaturwissenschaftler                                                               | 91    |       |
| 17. Juli         | Jörg Lücke                            | deutscher Rechtswissenschaftler                                                                                 | 58    |       |
| 17. Juli         | Jean Lumb                             | chinesisch-kanadische Gastronomin und Bürgerrechtlerin                                                          | 83    |       |
| 17. Juli         | Joseph Luns                           | niederländischer Politiker, Diplomat und NATO-Generalsekretär                                                   | 90    |       |
| 17. Juli         | Ubiratan Pereira Maciel               | brasilianischer Basketballspieler                                                                               | 58    |       |
| 17. Juli         | Arthur Lee Maye                       | US-amerikanischer R&B-Sänger und Baseballspieler                                                                | 67    |       |
| 17. Juli         | George Rickey                         | US-amerikanischer Bildhauer                                                                                     | 95    |       |
| 17. Juli         | Philipp Schäfer                       | deutscher katholischer Theologe                                                                                 | 67    |       |
| 17. Juli         | André Simonyi                         | französischer Fußballspieler                                                                                    | 88    |       |
| 17. Juli         | Walentina Alexejewna Winogradowa      | sowjetische Volleyballnationalspielerin                                                                         | 59    |       |
| 18. Juli         | Hermann Appel                         | deutscher Kraftfahrzeugwissenschaftler                                                                          | 69    |       |
| 18. Juli         | Howard Ensign Evans                   | US-amerikanischer Entomologe                                                                                    | 83    |       |
| 18. Juli         | Gerald Gallego                        | US-amerikanischer Serienmörder                                                                                  | 56    |       |
| 18. Juli         | Sobir Odilov                          | usbekisch-sowjetischer Architekt, Chefarchitekt von Taschkent (1970 bis 1986)                                   | 70    |       |
| 18. Juli         | Alfred Schmiedel                      | deutscher Politiker (SPD), MdL                                                                                  | 72    |       |
| 18. Juli         | Owsei Temkin                          | deutsch-US-amerikanischer Arzt und Medizinhistoriker                                                            | 99    |       |
| 19. Juli         | Ewald Deul                            | deutscher Maler                                                                                                 | 95    |       |
| 19. Juli         | Alexander Iljitsch Ginsburg           | russischer Journalist, Schriftsteller, Herausgeber und Bürgerrechtler                                           | 65    |       |
| 19. Juli         | Alan Lomax                            | US-amerikanischer Folklore- und Musikforscher                                                                   | 87    |       |
| 19. Juli         | Hinrich Swieter                       | deutscher Politiker (SPD), MdL                                                                                  | 63    |       |
| 19. Juli         | Wladimir Wladimirowitsch Wasjutin     | sowjetischer Kosmonaut, Pilot                                                                                   | 50    |       |
| 20. Juli         | Hans Bückner                          | deutscher Mathematiker und Informatiker                                                                         | 89    |       |
| 20. Juli         | Ursula Grille                         | deutsche Sozialarbeiterin und Politikerin (CSU)                                                                 | 59    |       |
| 20. Juli         | Jimmy Maxwell                         | US-amerikanischer Jazzmusiker                                                                                   | 85    |       |
| 20. Juli         | Helmut Nitzsche                       | deutscher bildender Künstler und Glasmaler                                                                      | 88    |       |
| 20. Juli         | Mary Noble                            | britische Saatgutpathologin in der Landwirtschaftsverwaltung von Schottland                                     | 91    |       |
| 20. Juli         | Siegfried Rachuba                     | deutscher Fußballspieler                                                                                        | 80    |       |
| 20. Juli         | Günther Ziehl                         | deutscher Ingenieur                                                                                             | 88    |       |
| 21. Juli         | Gus Dudgeon                           | britischer Musikproduzent                                                                                       | 59    |       |
| 21. Juli         | Ruth Elster                           | deutsche Krankenpflegerin                                                                                       |       |       |
| 21. Juli         | Hans Josef Mundt                      | deutscher Schriftsteller                                                                                        | 88    |       |
| 21. Juli         | Esphyr Slobodkina                     | russisch-US-amerikanische Künstlerin und Kinderbuchautorin                                                      | 93    |       |
| 21. Juli         | Günter Zehner                         | deutscher Jurist und Vizepräsident des Bundesverwaltungsgerichts                                                | 78    |       |
| 22. Juli         | Margaret Cooper                       | britische Schwimmerin                                                                                           | 93    |       |
| 22. Juli         | Eduard Hundt                          | deutscher Fußballspieler                                                                                        | 92    |       |
| 22. Juli         | Josep Maria Mestre Miret              | katalanischer Komponist                                                                                         | 83    |       |
| 22. Juli         | Marian Montgomery                     | US-amerikanische Jazzsängerin                                                                                   | 67    |       |
| 22. Juli         | Fernando Schwalb López Aldana         | peruanischer Politiker                                                                                          | 85    |       |
| 22. Juli         | Solveig Sundborg                      | dänische Schauspielerin                                                                                         | 92    |       |
| 22. Juli         | Chuck Traynor                         | US-amerikanischer Unternehmer und Pornograf                                                                     | 64    |       |
| 23. Juli         | Alfred Abegg                          | Schweizer Jurist und Politiker (CVP)                                                                            | 96    |       |
| 23. Juli         | Alberto Castillo                      | argentinischer Tangosänger und Schauspieler                                                                     | 87    |       |
| 23. Juli         | Dieter Flimm                          | deutscher Architekt und Designer, Bühnenbildner und Production-Designer                                         | 63    |       |
| 23. Juli         | Juan Jasso                            | mexikanischer Fußballspieler                                                                                    | 75    |       |
| 23. Juli         | Olof Lagercrantz                      | schwedischer Schriftsteller und Publizist                                                                       | 91    |       |
| 23. Juli         | Hermann Lindemann                     | deutscher Fußballtrainer                                                                                        | 91    |       |
| 23. Juli         | Leo McKern                            | australischer Schauspieler                                                                                      | 82    |       |
| 23. Juli         | William Luther Pierce                 | nationalsozialistischer US-Publizist                                                                            | 68    |       |
| 23. Juli         | Chaim Potok                           | US-amerikanisch-jüdischer Schriftsteller und Rabbi                                                              | 73    |       |
| 23. Juli         | Peter Schneider                       | Schweizer Rechtswissenschaftler und Professor in Mainz                                                          | 82    |       |
| 23. Juli         | Idrees Sulieman                       | US-amerikanischer Jazztrompeter und Flügelhornist                                                               | 78    |       |
| 23. Juli         | Elmar Thoma                           | deutscher Mathematiker                                                                                          | 75    |       |
| 23. Juli         | James C. Wahleithner                  | US-amerikanischer Offizier, Generalmajor der US Air Force                                                       | 69    |       |
| 23. Juli         | Arnold Weinstock, Baron Weinstock     | britischer Unternehmer und Politiker                                                                            | 77    |       |
| 23. Juli         | Fumio Yoshimura                       | japanisch-US-amerikanischer Bildhauer                                                                           |       |       |
| 24. Juli         | Maurice Denham                        | britischer Schauspieler                                                                                         | 92    |       |
| 24. Juli         | Mustafa Mansour                       | ägyptischer Fußballspieler                                                                                      | 87    |       |
| 24. Juli         | Gaynell Tinsley                       | US-amerikanischer American-Football-Spieler und -Trainer                                                        | 89    |       |
| 24. Juli         | Adnan Yücel                           | türkischer Poet                                                                                                 | 49    |       |
| 25. Juli         | Erwin Aikele                          | deutscher Experte für Datenverarbeitung                                                                         |       |       |
| 25. Juli         | Frank Connell                         | US-amerikanischer Radrennfahrer                                                                                 | 92    |       |
| 25. Juli         | Johannes Joachim Degenhardt           | deutscher Kardinal und Erzbischof von Paderborn                                                                 | 76    |       |
| 25. Juli         | Rudiger Dornbusch                     | deutsch-US-amerikanischer Ökonom                                                                                | 60    |       |
| 25. Juli         | Tilemann Grimm                        | deutscher Sinologe                                                                                              | 80    |       |
| 25. Juli         | Angus Montagu, 12. Duke of Manchester | britischer Herzog                                                                                               | 63    |       |
| 25. Juli         | Hans Thomale                          | deutscher Orchideenzüchter                                                                                      |       |       |
| 26. Juli         | Tony Anholt                           | englischer Schauspieler                                                                                         | 61    |       |
| 26. Juli         | Buddy Baker                           | US-amerikanischer Komponist                                                                                     | 84    |       |
| 26. Juli         | Giuseppe Bolzani                      | Schweizer Maler, Zeichner, Dekorateur und Kunstpädagoge                                                         | 80    |       |
| 26. Juli         | Jutta Hecker                          | deutsche Schriftstellerin                                                                                       | 97    |       |
| 26. Juli         | Erich Heinemann                       | deutscher Verwaltungsangestellter, Schriftsteller und Karl-May-Forscher                                         | 73    |       |
| 26. Juli         | Helmut Nier                           | deutscher Komponist                                                                                             | 82    |       |
| 26. Juli         | Rudi Schall                           | deutscher Physiker                                                                                              | 88    |       |
| 27. Juli         | Gotthard Arnér                        | schwedischer Organist und Musikpädagoge                                                                         | 89    |       |
| 27. Juli         | Heinz Bellen                          | deutscher Althistoriker                                                                                         | 74    |       |
| 27. Juli         | Dick Cleveland                        | US-amerikanischer Schwimmer                                                                                     | 72    |       |
| 27. Juli         | Christo Fotew                         | bulgarischer Dichter und Schriftsteller                                                                         | 68    |       |
| 27. Juli         | Horst Glitzner                        | deutscher Maler und Grafiker                                                                                    | 65    |       |
| 27. Juli         | Jan Gommers                           | niederländischer Radrennfahrer                                                                                  | 86    |       |
| 27. Juli         | Krishan Kant                          | indischer Politiker und Vizepräsident                                                                           | 75    |       |
| 27. Juli         | Dolores Olmedo                        | mexikanische Unternehmerin und Kunstmäzenin                                                                     | 93    |       |
| 27. Juli         | José Joaquim Ribeiro                  | osttimoresischer Bischof                                                                                        | 84    |       |
| 28. Juli         | Ernest Manheim                        | US-amerikanischer Soziologe                                                                                     | 102   |       |
| 28. Juli         | Archer J. P. Martin                   | britischer Biochemiker und Nobelpreisträger                                                                     | 92    |       |
| 28. Juli         | Don Pease                             | US-amerikanischer Politiker                                                                                     | 70    |       |
| 28. Juli         | Gerhard Wessel                        | deutscher Nachrichtendienstler, Präsident des Bundesnachrichtendienstes (1968–1978)                             | 88    |       |
| 29. Juli         | Peter Bayliss                         | britischer Schauspieler                                                                                         | 80    |       |
| 29. Juli         | Tesfamariam Bedho                     | eritreischer Geistlicher                                                                                        | 67    |       |
| 29. Juli         | Elmar Frings                          | deutscher Moderner Fünfkämpfer                                                                                  | 63    |       |
| 29. Juli         | Laurentius Klein                      | deutscher Ordensgeistlicher                                                                                     | 74    |       |
| 29. Juli         | Leon O. Morgan                        | US-amerikanischer Chemiker                                                                                      | 82    |       |
| 29. Juli         | Henk Mostert                          | niederländischer Schachfunktionär, Präsident des Weltfernschachbundes ICCF                                      | 77    |       |
| 29. Juli         | Renato Pirocchi                       | italienischer Rennfahrer                                                                                        | 69    |       |
| 29. Juli         | Charles Wysocki                       | US-amerikanischer Maler                                                                                         | 73    |       |
| 30. Juli         | Josef Arthold                         | österreichischer Politiker (ÖVP), Landtagsabgeordneter, Abgeordneter zum Nationalrat                            | 68    |       |
| 30. Juli         | Willem Titus van Est                  | niederländischer Mathematiker                                                                                   | 80    |       |
| 30. Juli         | Steve Lysak                           | US-amerikanischer Kanute                                                                                        | 89    |       |
| 30. Juli         | Willy Mattes                          | österreichischer Komponist, Arrangeur und Dirigent                                                              | 86    |       |
| 30. Juli         | Raúl Pino                             | chilenischer Fußballtrainer                                                                                     | 76    |       |
| 30. Juli         | Lieselotte Remané                     | deutsche Journalistin und Übersetzerin                                                                          | 88    |       |
| 30. Juli         | Martin Schmidt                        | deutscher Politiker (SPD), MdB, MdEP                                                                            | 88    |       |
| 30. Juli         | Reg Schroeter                         | kanadischer Eishockeyspieler                                                                                    | 80    |       |
| 31. Juli         | Boris Wiktorowitsch Alexandrow        | russisch-kasachischer Eishockeyspieler und -trainer                                                             | 46    |       |
| 31. Juli         | Raymond Brookes, Baron Brookes        | britischer Ingenieur und Unternehmer                                                                            | 93    |       |
| 31. Juli         | Inge Donnepp                          | deutsche Juristin und Politikerin (SPD), MdL                                                                    | 83    |       |
| 31. Juli         | Ahmad Jawed                           | afghanischer Literaturwissenschaftler und Friedenspädagoge                                                      |       |       |
| 31. Juli         | Liane Rödel                           | deutsche Tischtennisspielerin                                                                                   | 67    |       |
| vor dem 19. Juli | John Boyd                             | nordirischer Dramatiker                                                                                         | 89    |       |
|                  | Urbano Rivera                         | uruguayischer Fußballspieler                                                                                    | 76    |       |